# Caza al terrorista
Caza al terrorista es una película de acción/suspense y espionaje de 1997 dirigido por Christian Duguay y protagonizado por Aidan Quinn, junto con Donald Sutherland y Ben Kingsley. La película, escrita por Dan Gordon y Sabi H. Shabtai, está ambientada principalmente a finales de los 80 y trata del plan de la CIA de usar el personaje de Quinn para hacerse pasar por el terrorista Carlos el Chacal.

## Reparto
- Aidan Quinn como Annibal Ramirez / Carlos.
- Donald Sutherland como Jack Shaw (Henry Fields).
- Ben Kingsley como Amos.
- Claudia Ferri como Maura Ramirez.
- Céline Bonnier como Carla.
- Vlasta Vrana como oficial de la KGB.
- Liliana Komorowska como Agnieska.
- Von Flores como Koj.
- Al Waxman como Carl Mickens (CIA).